# Segunda División de Dinamarca
La Segunda División de Dinamarca, también conocida como Danmarksturneringens 2. division, Herre-DM 2. division o simplemente 2. division, es el tercer nivel de la liga de fútbol danés, justo después de la Primera división.

## Historia
En 1936, se introdujo una liga de tercer nivel bajo los auspicios de la Unión Danesa de Fútbol en el sistema de ligas nacional, comenzando con dos divisiones de cuatro clubes cada una en la temporada 1936-37. Debido a la Segunda Guerra Mundial, la liga estuvo en pausa durante cinco años hasta su reintroducción como una sola división con diez clubes en 1945. La liga danesa de primera categoría fue renombrada en 1991 como Superliga, por lo que la segunda división pasó a llamarse 1. division y la tercera división pasó a denominarse 2. division. De 1991 a 1997, el campeonato se dividió en dos grupos y dos temporadas por año, ya que la categoría inferior jugaba un torneo de primavera-otoño, mientras que la categoría superior jugaba un torneo de otoño-primavera. Desde 1997, la 2. division se ha agrupado en un solo grupo con un torneo de primavera-otoño. En 2005, hubo una nueva división en dos grupos: este y oeste. En 2015, se dividió en tres grupos con una única segunda fase para decretar los ascensos. En la temporada 2020-21, volvieron a ser dos grupos. Sin embargo, la temporada siguiente volvería a modificarse el sistema y pasaría a ser un único grupo con una segunda ronda de dos grupos, donde los seis mejores compiten por el ascenso, mientras que los seis peores, por no descender.

## Equipos de la temporada 2025-26
| Equipo             | Ciudad     | Estadio               |
| ------------------ | ---------- | --------------------- |
| Akademisk Boldklub | Gladsaxe   | Gladsaxe Stadion      |
| Brabrand IF        | Brabrand   | Brabrand Stadion      |
| Ishøj IF           | Ishøj      | Ishøj Idrætscenter    |
| Naestved BK        | Naestved   | Næstved Stadion       |
| Fremad Amager      | Copenhague | Sundby Idrætspark     |
| Hellerup IK        | Hellerup   | Gentofte Sportspark   |
| FC Helsingør       | Helsingør  | Helsingør Stadion     |
| FC Roskilde        | Roskilde   | Roskilde Idrætspark   |
| Skive IK           | Skive      | SPAR Nord Arena       |
| Thisted FC         | Thisted    | Sparekassen Thy Arena |
| Vendsyssel FF      | Hjørring   | Hjørring Stadion      |
| VSK Aarhus         | Aarhus     | Vejlby Stadium        |

## Sistema de competición
La liga consta de doce equipos. En la temporada regular, todos los clubes se enfrentan en partidos de ida y vuelta. Los seis primeros clasifican al grupo de promoción, donde el primero y el segundo ascienden a la segunda categoría. Por otra parte, los seis últimos deben disputar el grupo de descenso, donde los últimos dos clasificados descienden a la cuarta división. Tanto en el grupo de promoción como en el grupo de descenso, todos los clubes se enfrentan en partidos de ida y vuelta.

## Historial
| Temporada | Campeón oeste | Campeón este    |
| --------- | ------------- | --------------- |
| 1936-37   | Fredericia BK | KFUM Copenhague |
| 1937-38   | Vejle BK      | Østerbros BK    |
| 1938-39   | Vejle BK      | Nakskov BK      |
| 1939-40   | Vejle BK      | Korsør BK       |

Tras la Segunda Guerra Mundial, se reintrodujo el tercer nivel.
| Temporada | Campeón                  |
| --------- | ------------------------ |
| 1945-46   | ØB                       |
| 1946-47   | Odense                   |
| 1947-48   | B 1909                   |
| 1948-49   | Esbjerg fB               |
| 1949-50   | B 1909                   |
| 1950-51   | Skovshoved IF            |
| 1951-52   | KB                       |
| 1952-53   | AGF                      |
| 1953-54   | B 1909                   |
| 1954-55   | AIA-Tranbjerg            |
| 1955-56   | Vejle Boldklub           |
| 1956-57   | Odense                   |
| 1958      | B 1903                   |
| 1959      | B 1913                   |
| 1960      | Køge BK                  |
| 1961      | Brønshøj BK              |
| 1962      | AaB                      |
| 1963      | BK Frem                  |
| 1964      | Hvidovre IF              |
| 1965      | AB                       |
| 1966      | Horsens fS               |
| 1967      | B 1913                   |
| 1968      | B 1903                   |
| 1969      | Randers Sportsklub Freja |
| 1970      | B 1909                   |
| 1971      | AGF                      |
| 1972      | AB                       |
| 1973      | Holbæk B&I               |
| 1974      | Vanløse IF               |
| 1975      | Kastrup Boldklub         |
| 1976      | Frederikshavn fI         |
| 1977      | Næstved IF               |
| 1978      | AaB                      |
| 1979      | Køge BK                  |
| 1980      | Viborg FF                |
| 1981      | Brøndby IF               |
| 1982      | BK Frem                  |
| 1983      | KB                       |
| 1984      | B 1903                   |
| 1985      | KB                       |
| 1986      | Hvidovre IF              |
| 1987      | Silkeborg IF             |
| 1988      | B 1913                   |
| 1989      | KB                       |
| 1990      | B 1909                   |

De 1991 a 1997, la segunda división danesa vuelve a ser dividida en dos grupos: oeste y este.
| Temporada      | Campeón oeste     | Campeón este   |
| -------------- | ----------------- | -------------- |
| Primavera 1991 | Nørresundby BK    | Hellerup IK    |
| Otoño 1991     | Horsens FS        | Fremad Amager  |
| Primavera 1992 | Svendborg fB      | B 93           |
| Otoño 1992     | Ølstykke FC       | B 93           |
| Primavera 1993 | Holstebro BK      | AB             |
| Otoño 1993     | BK Herning Fremad | B 93           |
| Primavera 1994 | Haderslev FK      | Hellerup IK    |
| Otoño 1994     | BK Herning Fremad | Esbjerg fB     |
| Primavera 1995 | Nørre Aaby IK     | BK Avarta      |
| Otoño 1995     | Aarhus Fremad     | Roskilde B1906 |
| Primavera 1996 | Aarhus Fremad     | Roskilde B1906 |
| Otoño 1996     | AC Horsens        | Hellerup IK    |
| Primavera 1997 | IK Aalborg Chang  | BK Frem        |

En 1997, volvió a unificarse en un solo grupo.
| Temporada | Campeón                  |
| --------- | ------------------------ |
| 1997-98   | B 1909                   |
| 1998-99   | Randers Sportsklub Freja |
| 1999-00   | B 1913                   |
| 2000-01   | Kolding IF               |
| 2001-02   | BK Skjold                |
| 2002-03   | FC Nordjylland           |
| 2003-04   | Hellerup IK              |
| 2004-05   | Kolding FC               |

En 2005, la segunda división danesa volvió a ser dividida en dos grupos: oeste y este.
| Temporada | Campeón oeste | Campeón este    |
| --------- | ------------- | --------------- |
| 2005-06   | Esbjerg fB II | Næstved BK      |
| 2006-07   | Skive IK      | LFA             |
| 2007-08   | Thisted FC    | FC Roskilde     |
| 2008-09   | FC Fyn        | FC Vestsjælland |
| 2009-10   | FC Hjørring   | Brønshøj BK     |
| 2010-11   | Blokhus FC    | Nordvest FC     |
| 2011-12   | FC Fyn        | Hellerup IK     |
| 2012-13   | BK Marienlyst | Hvidovre IF     |
| 2013-14   | Skive IK      | FC Roskilde     |
| 2014-15   | Næstved BK    | FC Helsingør    |

En 2015, la 2. division se dividió en tres grupos con una única segunda fase para decretar los ascensos.
| Temporada | Campeón      |
| --------- | ------------ |
| 2015-16   | AB           |
| 2016-17   | Thisted FC   |
| 2017-18   | Hvidovre IF  |
| 2018-19   | Skive IK     |
| 2019-20   | FC Helsingør |

En 2020, la competición pasa a tener dos grupos otra vez: oeste y este.
| Temporada | Campeón oeste | Campeón este |
| --------- | ------------- | ------------ |
| 2020-21   | FC Jammerbugt | Nykøbing FC  |

En 2021, vuelve a tener un solo grupo.
| Temporada | Campeón       |
| --------- | ------------- |
| 2021-22   | Næstved BK    |
| 2022-23   | Kolding IF    |
| 2023-24   | Esbjerg fB    |
| 2024-25   | Aarhus Fremad |